# Herrania pulcherrima
Herrania pulcherrima är en malvaväxtart som beskrevs av Justin Goudot. Herrania pulcherrima ingår i släktet Herrania och familjen malvaväxter. Inga underarter finns listade i Catalogue of Life.